# Klara Bühl
Klara Gabriele Bühl (* 7. Dezember 2000 in Haßfurt) ist eine deutsche Fußballspielerin. Sie steht seit 2020 beim Bundesligisten FC Bayern München unter Vertrag und spielt seit 2019 in der Nationalmannschaft. Sie spielt meist auf dem linken Flügel, kann durch ihre Beidfüßigkeit aber auch rechts eingesetzt werden.

## Karriere

### Vereine

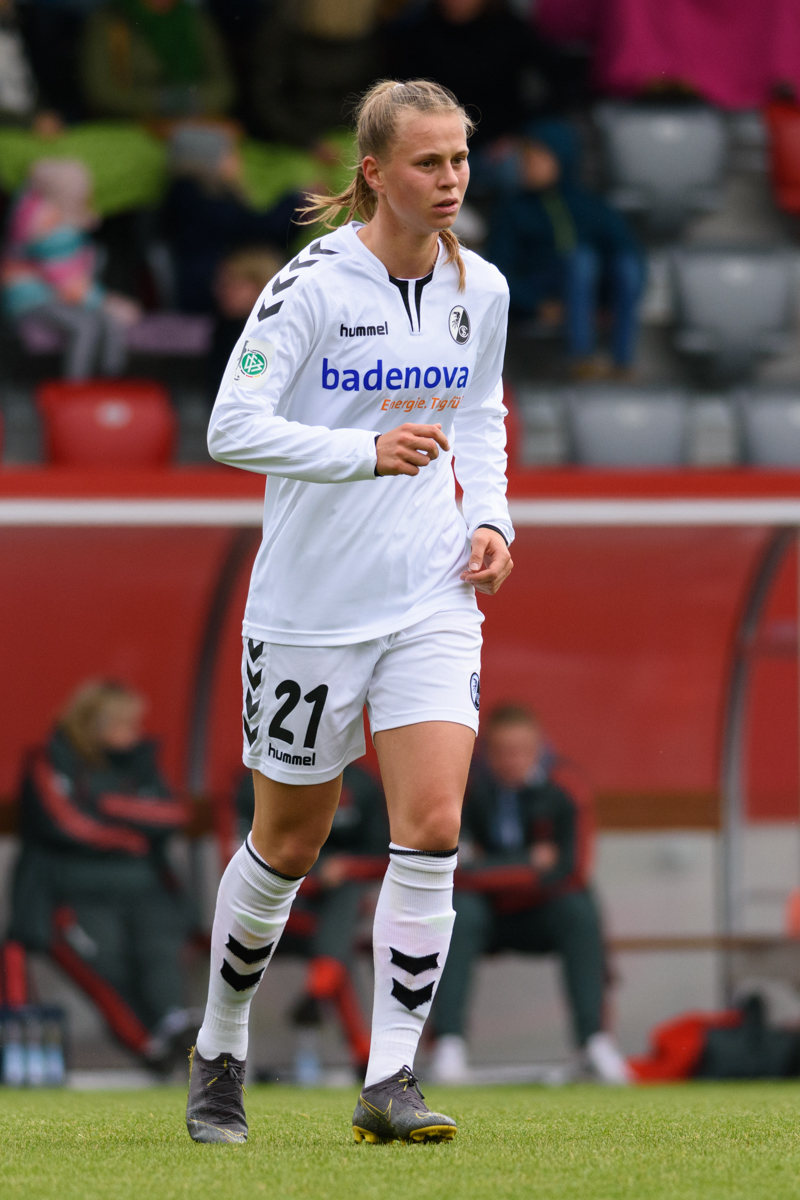
Klara Bühl im Trikot des SC Freiburg (2019)

Klara Bühl spielte zunächst in verschiedenen Jungenmannschaften der Spvgg Untermünstertal, ehe sie im Sommer 2013 in die Jugendabteilung des Bundesligisten SC Freiburg wechselte. Ab der Saison 2014/15 trat sie mit den B-Juniorinnen in der Bundesliga Süd an und erreichte mit der Mannschaft 2016 das Halbfinale um die deutsche Meisterschaft. Dort erzielte sie beim 3:2-Sieg im Rückspiel gegen den FSV Gütersloh 2009 alle drei Tore für ihre Mannschaft, die nach einem 0:2 im Hinspiel jedoch den Finaleinzug verpasste.
Zur Saison 2016/17 rückte sie vorzeitig in die Frauenmannschaft der Freiburgerinnen auf und debütierte am 11. September 2016 (2. Spieltag) beim 5:0-Sieg im Heimspiel gegen den MSV Duisburg als Einwechselspielerin für Lena Petermann in der Bundesliga. Mit 15 Jahren und 279 Tagen ist sie bis heute Freiburgs jüngste Bundesligaspielerin. Nachdem sie 2016/17 bei ihren Einsätzen vorwiegend eingewechselt worden war, gehörte sie 2017/18 regelmäßig zur Anfangsformation Freiburgs und erzielte beim 7:0-Sieg im Auswärtsspiel gegen den 1. FC Köln am 1. Oktober 2017 (4. Spieltag) mit den Treffern zum 3:0, 4:0 und 5:0 ihre ersten drei Bundesligatore.
Klara Bühl wechselte zur Saison 2020/21 vom SC Freiburg zum FC Bayern München. Sie unterschrieb Ende April 2020 einen bis zum 30. Juni 2022 gültigen Vertrag. Ihr Pflichtspieldebüt gab sie am 26. September 2020 (3. Spieltag) beim 1:0-Sieg im Heimspiel gegen ihren ehemaligen Verein mit Einwechslung für Lineth Beerensteyn ab der zweiten Halbzeit. Im Dezember 2021 verlängerte sie ihren Vertrag bis 2025, im März 2025 um weitere zwei Jahre bis 2027.

### Nationalmannschaft

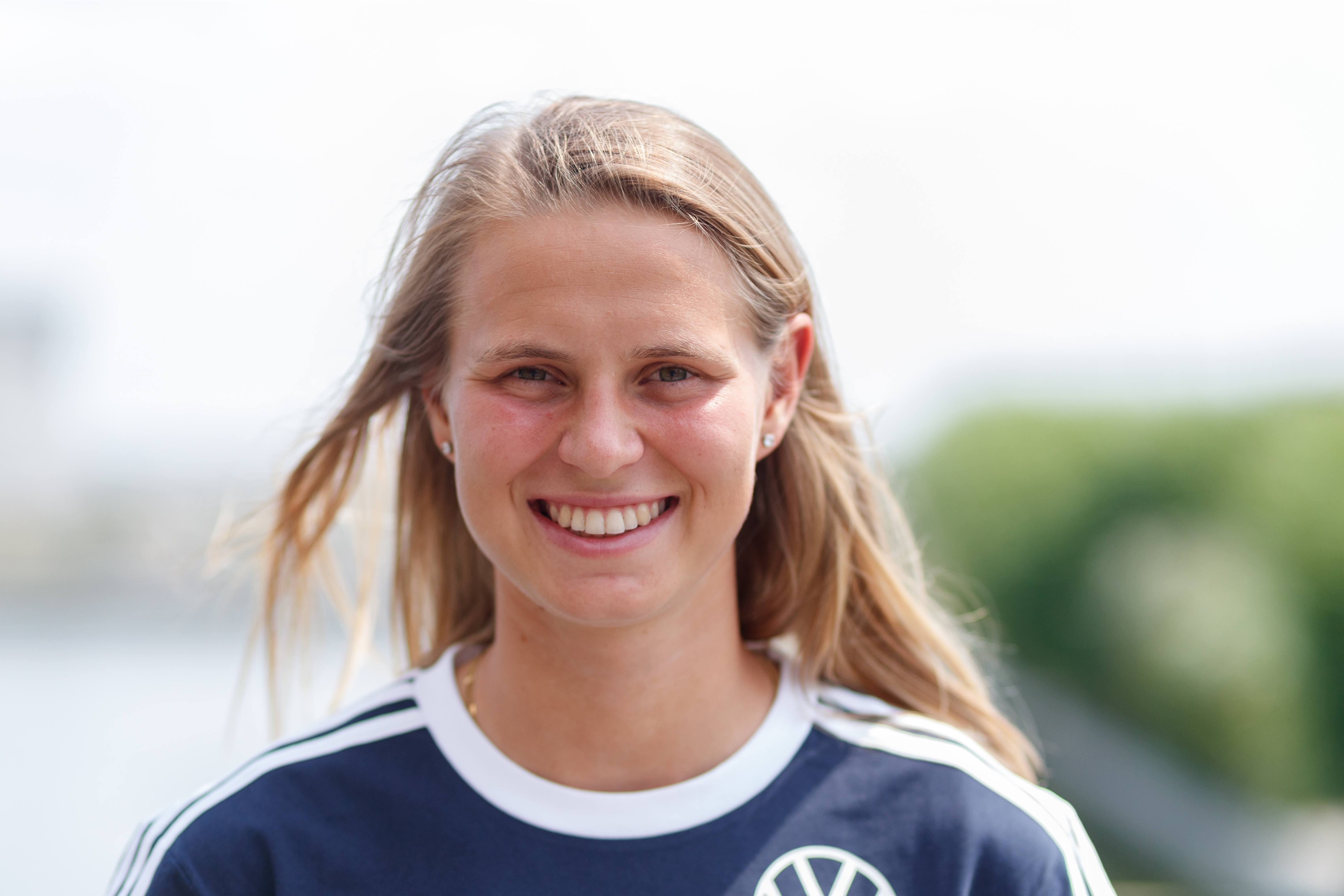
Klara Bühl vor der WM 2023

Die Offensivspielerin Klara Bühl gab am 23. April 2014 im Rahmen des Freundschaftsspiels der U-15-Nationalmannschaft gegen die niederländische Auswahl ihr Debüt im Nationaltrikot und erzielte am 28. Oktober 2014 beim 13:0-Erfolg gegen die Auswahl Schottlands ihre ersten drei Tore. Nach vier Einsätzen für die U-16-Nationalmannschaft gehörte sie 2016 als jüngste Spielerin zum deutschen Kader für die Europameisterschaft, die vom 4. bis 16. Mai 2016 in Belarus ausgetragen wurde, kam dort in allen fünf Spielen zum Einsatz und gewann nach einem 3:2-Finalerfolg im Elfmeterschießen gegen die spanische Auswahl den Europameistertitel. Auch für die U-17-Weltmeisterschaft 2016 in Jordanien gehörte sie zum deutschen Aufgebot und erreichte mit der Mannschaft das Viertelfinale, das gegen die Auswahl Spaniens mit 1:2 verloren wurde.
Im März 2017 gab sie ihr Debüt für die U-19-Nationalmannschaft, mit der sie sich für die Europameisterschaft in Nordirland im selben Jahr qualifizierte und dort das Halbfinale gegen Frankreich erreichte. In dieser Partie erzielte sie zwar das 1:0, die Französinnen konnten das Spiel letztendlich mit 2:1 für sich entscheiden. Im folgenden Jahr war sie Teil des deutschen Aufgebots für die U-20-Weltmeisterschaft in Frankreich und kam in allen drei Gruppenspielen sowie in dem mit 1:3 gegen den späteren Weltmeister aus Japan verlorenen Viertelfinale zum Einsatz.
Im Dezember 2018 berief sie Bundestrainerin Martina Voss-Tecklenburg für das Wintertrainingslager vom 14. bis 21. Januar 2019 in Marbella erstmals in den Kader der A-Nationalmannschaft. Am 28. Februar 2019 wurde sie im Testspiel gegen die Nationalmannschaft Frankreichs in der 90. Minute für Verena Schweers eingewechselt und absolvierte so ihr erstes Länderspiel für die A-Nationalmannschaft. Für die WM 2019 wurde sie von Bundestrainerin Voss-Tecklenburg in den Kader berufen. Im ersten EM-Qualifikationsspiel der Gruppe I am 31. August 2019 in Kasseler Auestadion erzielte sie beim 10:0-Sieg über die Nationalmannschaft Montenegros mit den Treffern zum 4:0 und 8:0 in der 34. und 59. Minute ihre ersten Länderspieltore.
Für die EM 2022 in England wurde sie von Bundestrainerin Martina Voss-Tecklenburg in den Kader berufen. Sie spielte in den ersten vier Spielen der Endrunde jeweils von Beginn an. Im Halbfinale und Finale konnte sie aufgrund einer Corona-Erkrankung nicht eingesetzt werden. Im Finale scheiterte Deutschland an England und wurde Vizeeuropameister. Im Nachgang des Turniers wurde Bühl vom beobachtenden Trainerstab der UEFA in die „Elf des Turniers“ gewählt.
Für die WM 2023 in Australien und Neuseeland wurde sie von Bundestrainerin Voss-Tecklenburg erneut in den Kader berufen und kam in allen drei Spielen der Gruppe H zum Einsatz, erzielte dabei ein Tor beim 6:0-Sieg gegen Marokko, schied jedoch mit der Mannschaft nach der Vorrunde aus dem Turnier aus.
Sie wurde für die Olympischen Spiele 2024 von Horst Hrubesch in den Kader berufen, bestritt alle sechs Spiele in der Anfangsformation auf dem linken Sturmflügel und erzielte das 2:0 im letzten Gruppenspiel gegen Sambia. Die deutsche Nationalmannschaft verlor im Halbfinale nach Verlängerung gegen die Vereinigten Staaten, durch einen 1:0-Sieg gegen Spanien gewann das Team danach die Bronzemedaille. Dafür erhielten alle Mitglieder der deutschen Nationalmannschaft am 4. November 2024 vom Bundespräsidenten das Silberne Lorbeerblatt.
Für die Europameisterschaft der Frauen 2025 stand Bühl im Kader von Bundestrainer Christian Wück. Im Halbfinale scheiterten die Deutschen an Weltmeister Spanien, der in der Verlängerung ein Tor erzielte. Bühl absolvierte bis auf die Endphase des ersten Gruppenspiels alle Partien bis zum Schlusspfiff.

## Sonstiges
Neben ihrer Fußballkarriere absolviert Bühl ein Fernstudium in Medienmanagement an der IU Internationale Hochschule.
Im Januar 2024 wurde Bühl zur Nationalspielerin des Jahres 2023 gewählt, außerdem wurde ihr Tor zum 1:0 gegen Island am 26. September 2023 (Endstand 4:0) zum Nationalmannschafts-Tor des Jahres gekürt.
Bühl häkelt gerne in ihrer Freizeit. Für die WM 2023 häkelte sie als Maskottchen für die Nationalmannschaft einen Koala, der unter dem Namen „Waru“ in kurzer Zeit große Popularität erlangte, und den sie nach dem Turnier dem Deutschen Fußballmuseum schenkte. Für die Olympischen Spiele 2024 in Paris häkelte sie ein neues Maskottchen, einen Otter namens Ottienne.

## Erfolge
- Finalist Europameisterschaft 2022
- Olympische Bronzemedaille 2024
- Algarve-Cup-Sieger 2020 (kampflos)
- U17-Europameister 2016
- Deutscher Meister 2021, 2023, 2024, 2025
- DFB-Pokal-Sieger 2025 (mit dem FC Bayern München)
- DFB-Pokal-Finalistin 2019, 2024 (mit dem SC Freiburg, FC Bayern München)
- DFB-Supercup-Sieger 2024 (mit dem FC Bayern München)

## Auszeichnungen
- Preisträgerin der Fritz-Walter-Medaille 2019 in Gold[20]
- Nationalspielerin des Jahres: 2023[15][21]
- Nationalmannschaftstor des Jahres: 2023[16]
- Silbernes Lorbeerblatt: 2024[12]